# Eve (The Alan Parsons Project)
Eve è il quarto album in studio del gruppo progressive rock britannico The Alan Parsons Project, fondato da Alan Parsons ed Eric Woolfson, pubblicato nel 1979 dalla Arista Records.

## Descrizione
Nell'autunno del 1978 Parsons e Woolfson si trasferiscono nel Principato di Monaco, per evitare le fortissime tassazioni imposte dal nuovo governo agli alti redditi, e allestito un piccolo studio di registrazione nel loro appartamento di Monte Carlo, cominciano a registrare i demo dei brani da inserire nell'album. Per completare le registrazioni, con tutti gli altri membri del gruppo, utilizzeranno il più attrezzato Super Bear Studios, che in quegli anni era frequentato anche dai Pink Floyd, Kate Bush ed Elton John, nell'isolato paesino di Berre-les-Alpes, che nel 1979 contava appena 900 abitanti, situato a metà strada tra Monte Carlo e Nizza a circa venti chilometri nell'entroterra collinoso. Eve viene registrato tra il dicembre del 1978 e il giugno del 1979 per poi essere pubblicato nell'agosto dello stesso anno. 
Anche Eve, come i precedenti, viene strutturato come un concept album il cui tema inizialmente doveva essere quello delle donne famose, si iniziò a lavorare sul personaggio di Giovanna d'Arco ma poi si preferì puntare al tema della donna e della sua rivalità con l'uomo, anche dal punto di vista spirituale.
Appena pubblicato l'album riscuote un forte successo, ripetendo i risultati degli album precedenti, specialmente in Europa dove in Germania arriva al primo posto nelle classifiche sia l'album sia il singolo Lucifer, ed entra nella top ten in Austria, Norvegia, Spagna e Svezia.
Eve è l'unico album del The Alan Parsons Project in cui due brani sono cantati esclusivamente da artisti femminili, Clare Torry in Don't Hold Back e Lesley Duncan in If I Could Change Your Mind. La presenza femminile non era una novità in quanto già in I Robot, del 1977, il soprano Hilary Western esegue i vocalizzi nella strumentale I Robot, e il soprano Jaki Whitren si alterna a Peter Straker nel brano Some Other Time, ma dopo Eve nel Project non si sono più avute voci femminili.
Eve segna l'inizio della collaborazione con il cantante Chris Rainbow, che proseguirà ininterrottamente fino allo scioglimento del Project nel 1990. Gli altri cantanti convocati sono Lenny Zakatek, Dave Townsend, David Paton, Clare Torry e Lesley Duncan. Come musicisti Ian Bairnson alle chitarre, David Paton al basso, Stuart Elliott alla batteria e Duncan Mackay alle tastiere e sintetizzatori. L'orchestra viene diretta e arrangiata da Andrew Powell ma viene registrata a Monaco di Baviera, in Germania, utilizzando la Munich Chamber Opera Orchestra. 
La prima versione in CD di Eve è uscita nel 1984.
Per l'album Eve Alan Parsons riceve la nomination ai Grammy Awards del 1979, nella categoria "Best Engineered Recording, Non Classical".

## Copertina e grafica
La veste grafica dell'album viene affidata, per il quarto album consecutivo, all'agenzia di graphic design britannica Hipgnosis di Storm Thorgerson. In copertina, e anche sul retro, vi sono le foto di modelle, due sul fronte e una sul retro, col viso velato in stile nuziale ma di colore nero, le ragazze dirigono il loro sguardo severo ed enigmatico all'osservatore. A una più attenta analisi delle immagini si riscontra che i visi delle ragazze sono sfigurati dalle cicatrici di una malattia venerea (herpes), lesioni create col trucco sui visi delle modelle.

## Tracce

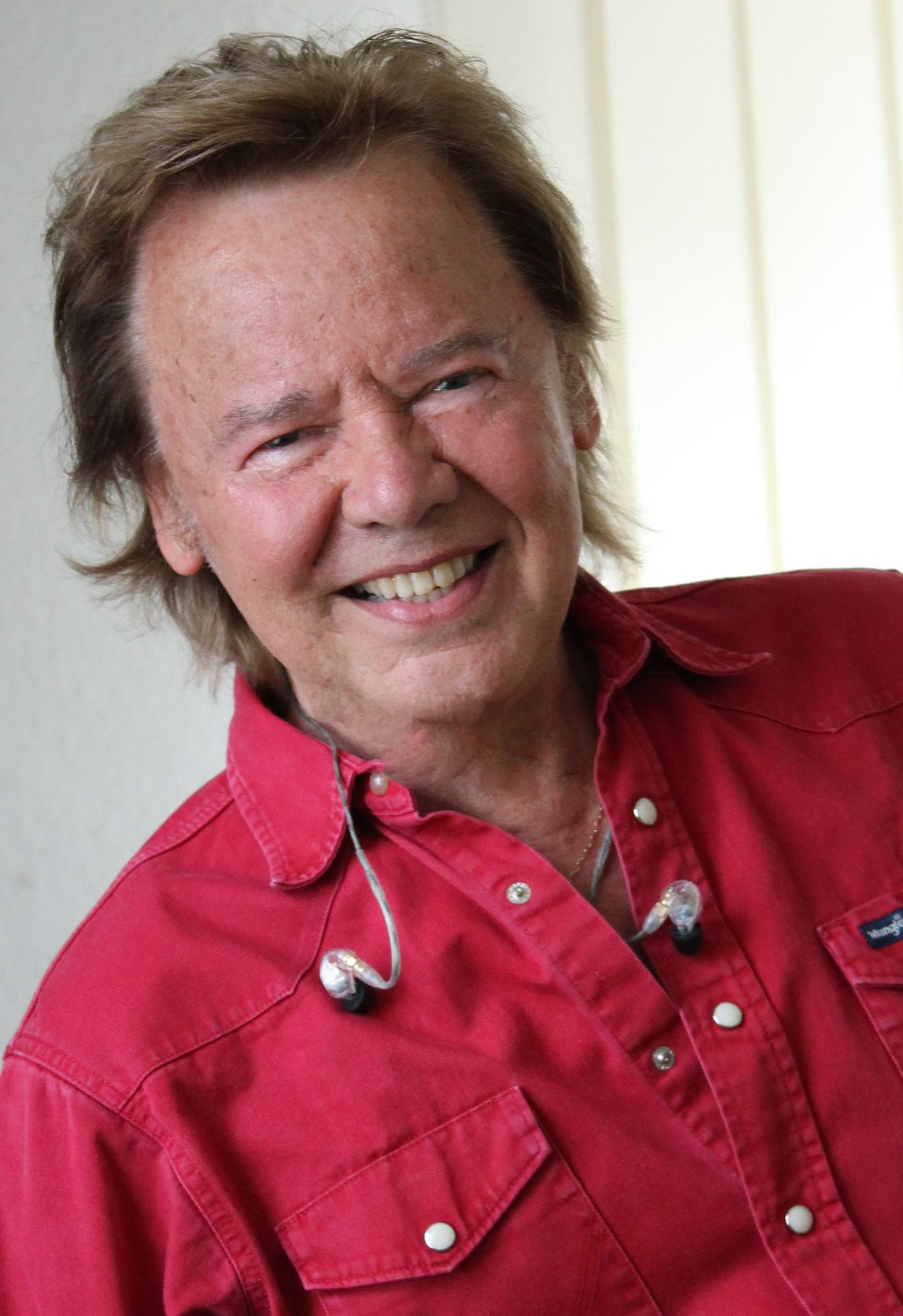
David Paton nel 2017. Session man del Project dal 1976 al 1986, in Eve canta il brano I'd Rather Be A Man.

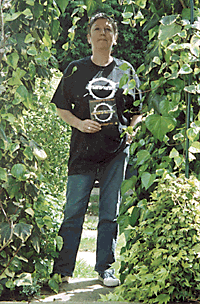
Clare Torry nel 2003. Session-man del Project solo nell'album Eve, canta il brano Don't Hold Back.

Eve - Album originale (1979)
Testi e musiche di Eric Woolfson e Alan Parsons; edizioni musicali Arista Records.
1. Lucifer (Strumentale) – 5:08 – Autoharp, Drum machine, FX compilation e chitarre: Alan Parsons • Sintetizzatori: Duncan Mackay • Chitarre: Ian Bairnson • Basso: David Paton • Batteria: Stuart Elliott • Orchestra e coro: arrangiata e diretta da Andrew Powell
2. You Lie Down With Dogs – 3:48 – Voce: Lenny Zakatek • Pianoforte e clavinet: Eric Woolfson • Sintetizzatori: Duncan Mackay • Chitarre: Ian Bairnson • Basso: David Paton • Batteria: Stuart Elliott • Cori: Chris Rainbow
3. I'd Rather Be A Man – 3:55 – Voce: David Paton • Sintetizzatori e pianoforte: Duncan Mackay • Chitarre e backwards wah-wah FX: Ian Bairnson • Basso: David Paton • Batteria e percussioni: Stuart Elliott
4. You Won't Be There – 3:40 – Voce: Dave Townsend • Pianoforte: Eric Woolfson • Chitarre: Ian Bairnson • Basso: David Paton • Batteria: Stuart Elliott • Orchestra: arrangiata e diretta da Andrew Powell
5. Winding Me Up – 3:59 – Voce: Chris Rainbow • Pianoforte e carillon: Eric Woolfson e Duncan Mackay • Chitarre: Ian Bairnson • Basso: David Paton • Batteria: Stuart Elliott • Orchestra: arrangiata e diretta da Andrew Powell
6. Damned If I Do – 4:53 – Voce: Lenny Zakatek • Pianoforte elettrico Wurlitzer: Eric Woolfson • sintetizzatori: Duncan Mackay • Chitarre: Ian Bairnson • Basso: David Paton • Batteria: Stuart Elliott • Orchestra: arrangiata e diretta da Andrew Powell
7. Don't Hold Back – 3:39 – Voce: Clare Torry • Cori: Chris Rainbow • Chitarre: Ian Bairnson • Basso: David Paton •  Batteria: Stuart Elliott
8. Secret Garden (Strumentale) – 4:43 – Tastiere: Alan Parsons, Eric Woolfson e Duncan Mackay • Vocalizzi dei ragazzi della spiaggia (One-Man Beach Boys): Chris Rainbow • Chitarre: Ian Bairnson • Basso: David Paton • Batteria e percussioni: Stuart Elliott • Orchestra: arrangiata e diretta da Andrew Powell
9. If I Could Change Your Mind – 5:49 – Voce: Lesley Duncan • Cori: Chris Rainbow • Pianoforte e organo: Eric Woolfson • Chitarre: Ian Bairnson • Basso: David Paton • Batteria: Stuart Elliott • Orchestra: arrangiata e diretta da Andrew Powell

Durata totale: 39:34
Eve - Expanded Edition (2008)
Testi e musiche di Eric Woolfson e Alan Parsons; edizioni musicali Sony BMG, Legacy, Arista Records.
1. Lucifer (Strumentale) – 5:03 – Autoharp, Drum machine, FX compilation e chitarre: Alan Parsons • Sintetizzatori: Duncan Mackay • Chitarre: Ian Bairnson • Basso: David Paton • Batteria: Stuart Elliott • Orchestra e coro: arrangiata e diretta da Andrew Powell
2. You Lie Down With Dogs – 3:46 – Voce: Lenny Zakatek • Pianoforte e clavinet: Eric Woolfson • Sintetizzatori: Duncan Mackay • Chitarre: Ian Bairnson • Basso: David Paton • Batteria: Stuart Elliott • Cori: Chris Rainbow
3. I'd Rather Be A Man – 3:52 – Voce: David Paton • Sintetizzatori e pianoforte: Duncan Mackay • Chitarre e backwards wah-wah FX: Ian Bairnson • Basso: David Paton • Batteria e percussioni: Stuart Elliott
4. You Won't Be There – 3:37 – Voce: Dave Townsend • Pianoforte: Eric Woolfson • Chitarre: Ian Bairnson • Basso: David Paton • Batteria: Stuart Elliott • Orchestra: arrangiata e diretta da Andrew Powell
5. Winding Me Up – 4:00 – Voce: Chris Rainbow • Pianoforte e carillon: Eric Woolfson e Duncan Mackay • Chitarre: Ian Bairnson • Basso: David Paton • Batteria: Stuart Elliott • Orchestra: arrangiata e diretta da Andrew Powell
6. Damned If I Do – 4:54 – Voce: Lenny Zakatek • Pianoforte elettrico Wurlitzer: Eric Woolfson • sintetizzatori: Duncan Mackay • Chitarre: Ian Bairnson • Basso: David Paton • Batteria: Stuart Elliott • Orchestra: arrangiata e diretta da Andrew Powell
7. Don't Hold Back – 3:36 – Voce: Clare Torry • Cori: Chris Rainbow • Chitarre: Ian Bairnson • Basso: David Paton •  Batteria: Stuart Elliott
8. Secret Garden (Strumentale) – 4:40 – Tastiere: Alan Parsons, Eric Woolfson e Duncan Mackay • Vocalizzi dei ragazzi della spiaggia (One-Man Beach Boys): Chris Rainbow • Chitarre: Ian Bairnson • Basso: David Paton • Batteria e percussioni: Stuart Elliott • Orchestra: arrangiata e diretta da Andrew Powell
9. If I Could Change Your Mind – 5:51 – Voce: Lesley Duncan • Cori: Chris Rainbow • Pianoforte e organo: Eric Woolfson • Chitarre: Ian Bairnson • Basso: David Paton • Batteria: Stuart Elliott • Orchestra: arrangiata e diretta da Andrew Powell
10. Elsie's Theme (From The Sicilian Defence (The Project That Never Was)) – 3:00
11. Lucifer (Demo) – 2:47
12. Secret Garden (Early Rough Mix) – 4:41
13. Damned If I Do (Rough Mix) – 4:46
14. Don't Hold Back (Vocal Rehearsal Rough Mix) – 3:43
15. Lucifer (Early Rough Mix) – 4:16
16. If I Could Change Your Mind (Rough Mix) – 5:46

Durata totale: 68:18

## Analisi

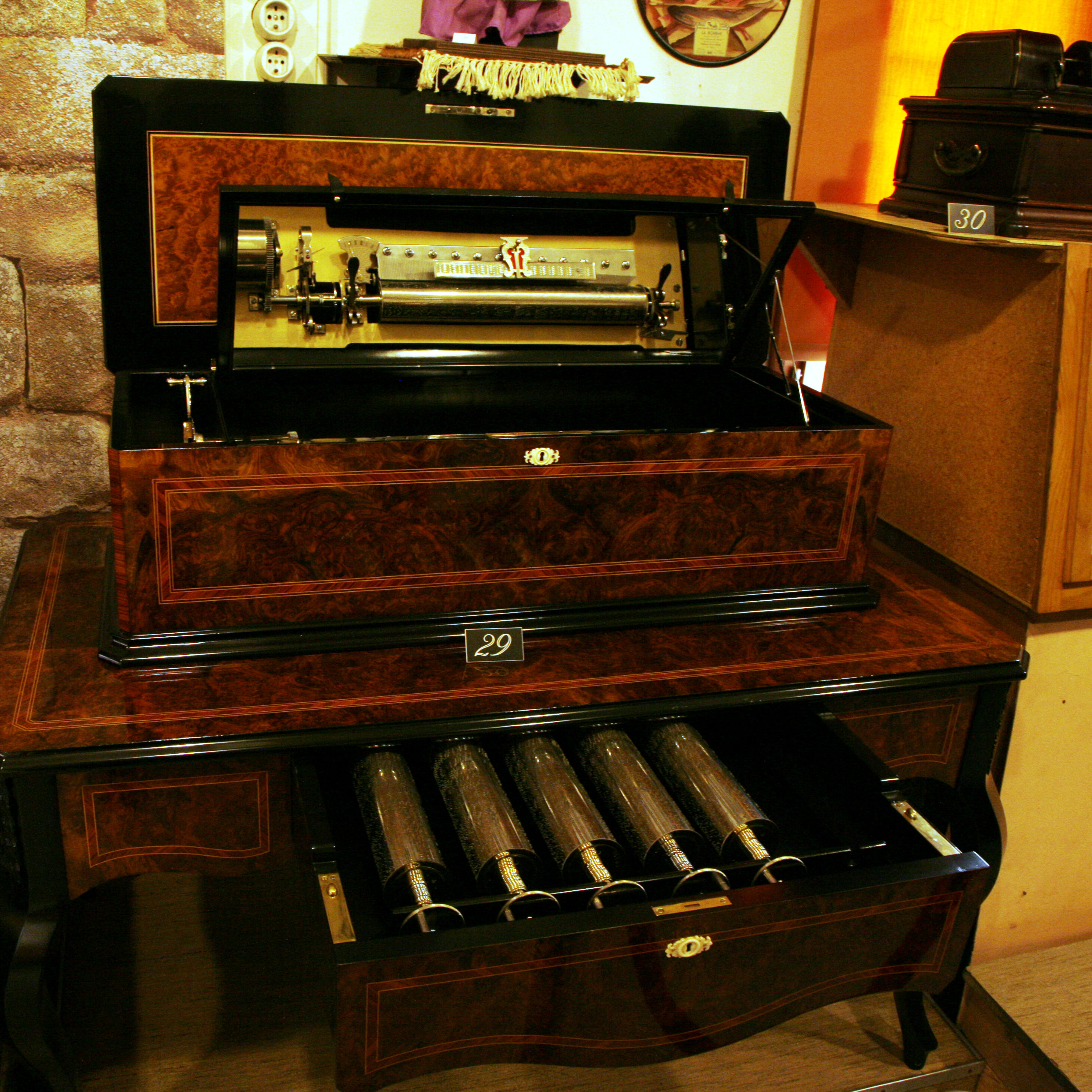
Un carillon da tavolo. Eric Woolfson e Duncan Mackay lo utilizzano nel brano Winding Me Up

LuciferL'apertura strumentale dell'album riscuote un grande successo specialmente in Europa divenendo, fino alla pubblicazione di Sirius e Mammagamma nell'album Eye in the Sky del 1982, la strumentale più famosa e identificativa del The Alan Parsons Project. Il codice Morse eseguito dalla melodia di Alan Parsons all'inizio del brano corrisponde al nome dell'album ("•", "•••-" "•" corrisponde a "E", "V", "E"). La sequenza di codice morse "reale", che si sente nel brano, venne registrata da una radio in onde corte che trasmetteva segnali morse di cui Parsons ignora il significato.
You Lie Down With DogsCantato da Lenny Zakatek, assieme a Damned If I Do sono gli unici brani del The Alan Parsons Project a contenere nel testo la frase "I love you". Il brano è insolito, per la produzione del Project, anche per il testo in cui un uomo accusa la sua compagna di infedeltà con frasi offensive.
I'd Rather Be A ManIl testo, con la voce di David Paton, si mantiene sullo stesso tono del brano precedente prendendo in giro le donne, con un uomo che accusa una donna di essere falsa sia moralmente sia esteriormente.
You Won't Be ThereÉ una ballata emotiva, cantata da Dave Townsend, in cui il narratore è un uomo sensibile ed emotivo che non riesce a realizzare di essere stato abbandonato.
Winding Me UpIl brano comincia con un carillon suonato da Woolfson e Mackay per poi combinare musica classica e puro rock progressivo. Il testo racconta della capacità di una donna di controllare il marito, con quest'ultimo che è convinto di avere lui in mano la situazione. È il primo brano cantato da Chris Rainbow per il Project.
Damned If I DoIl brano riscosse un ottimo consenso negli USA con il singolo che entrò nella Top 30. É un brano pop radio-friendly, cantato da Lenny Zakatek, con un testo molto amaro dove il protagonista si sente a disagio per il fatto che ogni cosa che faccia venga giudicata negativamente dalla sua metà, ed è anche dopo molti anni uno dei brani subito associato al Project anche da un ascoltatore poco esperto. Assieme al brano You Lie Down With Dogs sono le uniche due canzoni del Project a contenere nel testo la frase "I love you".
Don't Hold BackInizialmente Parsons e Woolfson l'avevano immaginata per una voce maschile, ma in fase di registrazione venne scelta la cantante Clare Torry, e furono pertanto apportate alcune necessarie modifiche alla melodia vocale. Torry aveva precedentemente lavorato, nel 1972, con Alan Parsons alle registrazioni per The Dark Side of the Moon dei Pink Floyd dove viene ricordata per il famoso vocalizzo nel brano The Great Gig in the Sky. Il testo invita le donne a realizzare i propri sogni e lottare per i propri diritti.
Secret GardenLa seconda strumentale dell'album è costruita su pianoforte e sintetizzatore, contiene nella parte centrale dei vocalizzi di Chris Rainbow che simulano l'atmosfera dei ragazzi su di una spiaggia. Il brano prende il nome dal racconto omonimo di Frances Hodgson Burnett.
If I Could Change Your MindÉ una ballata malinconica cantata dalla seconda voce femminile dell'album Lesley Duncan, anche lei ex collaboratrice di Parsons in The Dark Side of the Moon. Inizialmente il testo avrebbe dovuto riguardare Giovanna d'Arco nell'ambito delle donne famose, in seguito alla modifica del tema dell'album anche il testo è stato modificato.

## Formazione[21]

### Leader
- Alan Parsons – autoharp (traccia 1), drum machine (traccia 1), FX compilation (traccia 1), chitarre (traccia 1), tastiere (traccia 8), autore testi e musiche (tracce 1,2,3,4,5,6,7,8,9), programming, ingegnere di registrazione, produttore
- Eric Woolfson – pianoforte (traccia 2,4,9), clavinet (traccia 2), carillon (traccia 5), pianoforte elettrico Wurlitzer (traccia 6), tastiere (traccia 8), organo (traccia 9), autore testi e musiche (tracce 1,2,3,4,5,6,7,8,9), produttore esecutivo

### Session Man
Cantanti

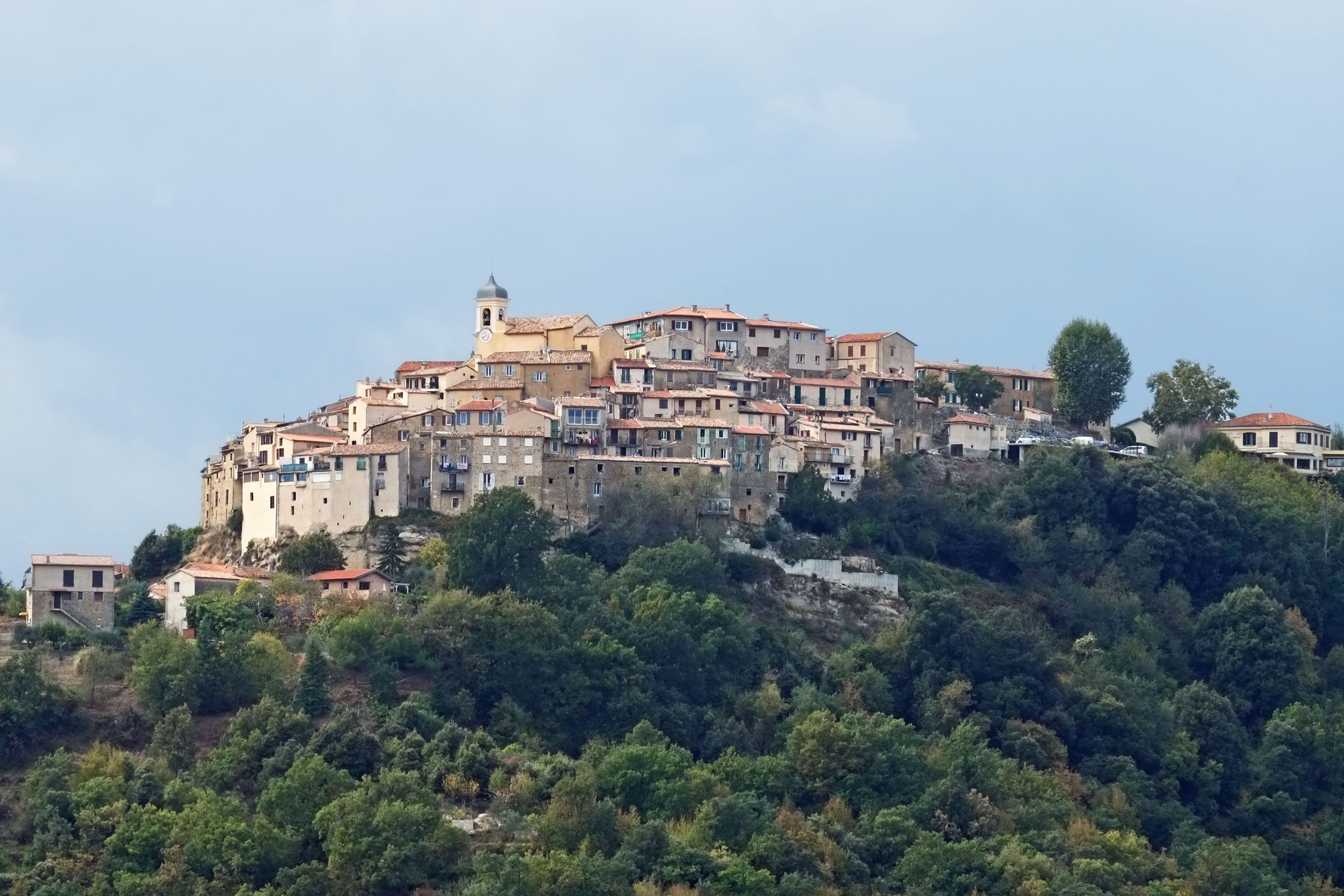
Berre-les-Alpes, situato nel dipartimento francese delle Alpi Marittime. L'album Eve viene registrato nello studio di registrazione Super Bear situato in un complesso turistico del paesino.

- Lenny Zakatek – voce (traccia 2,6)
- Chris Rainbow – voce (traccia 5), cori (traccia 2,7,9), Vocalizzi dei ragazzi della spiaggia - One-Man Beach Boys (traccia 8)
- David Paton - voce (traccia 3)
- Dave Townsend - voce (traccia 4)
- Clare Torry - voce (traccia 7)
- Lesley Duncan - voce (traccia 9)

Musicisti
- Ian Bairnson – chitarre (traccia 1,2,3,4,5,6,7,8,9), backwards wah-wah FX (traccia 3)
- David Paton - basso (traccia 1,2,3,4,5,6,7,8,9)
- Stuart Elliott – batteria (traccia 1,2,3,4,5,6,7,8,9), percussioni (traccia 3,8)
- Duncan Mackay - sintetizzatori (traccia 1,2,3,6), pianoforte (traccia 3,5), carillon (traccia 5), tastiere (traccia 8)

Orchestra
- The Orchestra Of The Munich Chamber Opera care of Eberhard Schoener - (traccia 1,4,5,6,8,9)
- Andrew Powell - direttore e arrangiamento orchestra (traccia 1,4,5,6,8,9)
- Sandor Farcas - primo violino (traccia 1,4,5,6,8,9)
- Curtis Briggs - coordinatore (traccia 1,4,5,6,8,9)

## Videoclip
LuciferIl videoclip viene pubblicato in contemporanea con l'uscita dell'album nell'agosto del 1979.

## Edizioni
Eve - Expanded Edition (2008)Il 19 settembre del 2008 viene pubblicata la versione rimasterizzata dell'album originale con l'aggiunta di sette bonus track. Tra le bonus track vi è il brano Elsie’s Theme che Woolfson compose per l'album inedito The Sicilian Defence, archiviato dalla band al momento dell'uscita di Eve. Questa edizione diventerà la base per tutte le future riedizioni.

## Classifiche
| Nazione       | Miglior posizione in classifica | Settimane di permanenza |
| ------------- | ------------------------------- | ----------------------- |
| Germania      | 1º                              | 66                      |
| Austria       | 2º                              | 32                      |
| Spagna        | 4º                              |                         |
| Nuova Zelanda | 4º                              | 22                      |
| Norvegia      | 6º                              | 10                      |
| Canada        | 10º                             |                         |
| Svezia        | 10º                             | 5                       |
| Stati Uniti   | 13º                             | 27                      |
| Australia     | 14º                             |                         |
| Paesi Bassi   | 40º                             | 3                       |
| Regno Unito   | 74º                             | 1                       |

## Riconoscimenti

### Nomination
Nel 1979 Alan Parsons riceve la nomination ai Grammy Awards per l'album Eve.
- Grammy Awards 1979 - categoria Best Engineered Recording, Non Classical - album Eve dei The Alan Parsons Project.